# R. c. W.(D.)
R c. W (D), [1991] 1 R.C.S. 742 est un arrêt de principe de la Cour suprême du Canada sur l'évaluation de la culpabilité en fonction de la crédibilité des témoins dans un procès criminel. Plus précisément, W.D. examine les cas d'agression sexuelle et le fardeau de la preuve en droit de la preuve.

## Les faits
DW, un homme de 42 ans, a été accusé d'avoir agressé sexuellement une fille de 16 ans, TW, à deux reprises alors qu'elle la conduisait chez son petit ami. TW logeait alors chez DW.
Outre son affirmation de l'événement, il y avait peu de preuves circonstancielles. Sa culotte avait des taches de sperme d'un sécréteur de type A, qui comprenait DW, mais aussi 32% provenant de la population. Le type de sécréteur du petit ami n'a jamais été déterminé.

## Procès
Au procès devant juge et jury, l'avocat de la défense a soutenu qu'elle n'était pas crédible. Elle était au chômage, analphabète et a abandonné l'école, et avait été expulsée de plusieurs maisons, dont celle de DW. Le témoignage de DW était faible, mais on ne sait pas si c'était dû à un manque d'intelligence ou à une tromperie.
À la fin du procès, le juge a rendu son exposé au jury sans mentionner aucune question de crédibilité. Moins de dix minutes plus tard, la Couronne a demandé une recharge pour soulever cette question. L'avocat de la Couronne a demandé la recharge afin que le juge explique quels éléments de preuve peuvent aider le jury à tirer une conclusion sur la question de la crédibilité.
Dans ses directives, le juge a demandé au jury ce qui suit :

« Si, en fait, vous croyez l'accusé, il ne s'est manifestement rien passé et, en fait, la Couronne n'aura pas réussi à prouver hors de tout doute raisonnable qu'il est coupable des faits reprochés. D'un autre côté, si vous croyez totalement le plaignant, alors il est coupable des faits reprochés. »

Sur ces instructions, le jury a rendu un verdict de culpabilité.

## Cour d'appel
La question de l'appel était de savoir si « l'exposé erroné, considéré dans le contexte de l'exposé dans son ensemble et du court laps de temps qui s'est écoulé entre l'exposé principal et l'exposé des faits, pouvait être considéré comme ayant laissé au jury le doute que s'ils avaient un doute raisonnable qu'ils devaient acquitter.
Le juge a commis une erreur dans le bref exposé complémentaire en ce qu'il a qualifié la question centrale à trancher par le jury de savoir s'il croyait la plaignante ou s'il croyait l'appelant. L'avocat de l'appelant s'est opposé à la directive, mais le juge du procès a répondu qu'il n'avait pas l'impression d'avoir laissé au jury l'impression qu'il devait accepter le témoignage de l'appelant pour l'acquitter. Ainsi, l'appel devant la Cour d'appel a été initialement rejeté. 

## Motifs du jugement de la Cour suprême
Le juge Peter Cory, au nom de la majorité, a rejeté l'appel.
En examinant la directive, il a conclu que le juge avait commis une erreur.
Il est incorrect de dire à un jury dans une affaire criminelle que, pour rendre un verdict, il doit décider s'il croit la preuve de la défense ou la preuve du ministère public. Mettre cette proposition soit/ou au jury exclut la troisième alternative ; c'est-à-dire que le jury, sans croire l'accusé, après avoir examiné le témoignage de l'accusé dans le contexte de l'ensemble de la preuve, peut encore avoir un doute raisonnable quant à sa culpabilité.
Cory décrit la bonne méthode d'évaluation de la crédibilité comme suit à la p. 310 :
Idéalement, des instructions appropriées sur la question de la crédibilité devraient être données, non seulement lors de l'accusation principale, mais lors de toute recharge. Un juge de première instance pourrait fort bien donner au jury des directives sur la question de la crédibilité en ces termes :

« Premièrement, si vous croyez la déposition de l'accusé, manifestement vous devez prononcer l'acquittement.
Deuxièmement, si vous ne croyez pas le témoignage de l'accusé, mais si vous avez un doute raisonnable, vous devez prononcer l'acquittement.
Troisièmement, même si n'avez pas de doute à la suite de la déposition de l'accusé, vous devez vous demander si, en vertu de la preuve que vous acceptez, vous êtes convaincus hors de tout doute raisonnable par la preuve de la culpabilité de l'accusé. »

Néanmoins, après avoir examiné les circonstances de l'erreur dans leur ensemble, Cory a estimé que le jury avait reçu des instructions adéquates et que l'erreur n'était pas suffisante pour entraîner un acquittement.

## Lectures supplémentaires
- R c. Morin [1988] 2 R.C.S. 345
- R c. Corbett [1988] 1 R.C.S. 670
- R c. Thatcher [1987] 1 R.C.S. 652
- Nadeau c. La Reine [1984] 2 R.C.S. 570
- R c. S. (WD) [1994] 3 R.C.S. 521